# NGC 683
NGC 683 est une galaxie spirale située dans la constellation du Bélier. NGC 683 a été découverte par l'astronome britannique John Herschel en 1825.

## Caractéristiques
Sa vitesse par rapport au fond diffus cosmologique est de 4 972 ± 21 km/s, ce qui correspond à une distance de Hubble de 73,3 ± 5,1 Mpc (∼239 millions d'al).
NGC 683 présente une large raie HI.

## Groupe d'IC 1723
La galaxie NGC 683 fait partie du groupe d'IC 1723,. Outre IC 1723, les principales galaxies de ce groupe sont NGC 665, NGC 671, NGC 673, NGC 677, NGC 683, IC 156 et IC 162. Certaines galaxies (entre autres NGC 683) de ce groupe apparaissent dans le groupe de NGC 673 inscrit dans la liste de l'article de Garcia, d'autres (NGC 671 et NGC 677 entre autres) dans le groupe de NGC 671 inscrit dans l'article de Mahtessian. Toutes les galaxies de ces deux groupes ont été réunies dans le seul groupe d'IC 1723, la plus grosse des galaxies du groupe.